# Eschershausen-Stadtoldendorf
Eschershausen-Stadtoldendorf er et amt (Samtgemeinde) beliggende i den nordøstlige del af Landkreis Holzminden, i den sydlige del af den tyske delstat Niedersachsen. Administrationen ligger i byen Stadtoldendorf. Det blev oprettet 1. januar 2011 ved en sammenlægning af de tidligere Samtgemeinden Eschershausen og Stadtoldendorf.
Samtgemeinde Eschershausen-Stadtoldendorf består af følgende kommuner:
1. Arholzen
2. Deensen
3. Dielmissen
4. Eimen
5. Eschershausen
6. Heinade
7. Holzen
8. Lenne
9. Lüerdissen
10. Stadtoldendorf
11. Wangelnstedt